# Бенедикте Датска
Нейно Кралско Височество, Бенедикте, принцеса на Дания, принцеса на Зийген-Витгенщайн-Берлебург, е втора дъщеря на датския крал Фредерик IX и на шведската принцеса Ингрид. Бенедикте е сестра на бившата датска кралица Маргрете II и на гръцката кралица Анна Мария.
Принцеса Бенедикте е родена на 29 април 1944 г. в двореца Амалиенборг, Копенхаген, като Бенедикте Астрид Ингеборг Ингрид, принцеса на Дания. През 1968 г. се омъжва за Рихард, шести принц на Зийген-Витгенщайн-Берлебург, от когото има три деца:
- Принц Густав Фредерик Филип Рихард (р. 12 януари 1969)
- Принцеса Александра Роземари Ингрид Бенедикте (р. 20 ноември 1970)
- Принцеса Натали Ксения Маргрете Бенедикте (р. 2 май 1975)